# STS-105
STS-105, voluit Space Transportation System-105, was een spaceshuttlemissie van de Discovery naar het Internationaal ruimtestation ISS. Naast materiaal vervoerde de vlucht de bemanningsleden voor ISS-Expeditie 3 en bracht de leden van ISS-Expeditie 2 terug naar de aarde. 

## Bemanning
| Bevelhebber        | Scott Horowitz 4e ruimtevlucht     | Scott Horowitz 4e ruimtevlucht     |                                 |                                 |
| Piloot             | Frederick Sturckow 2e ruimtevlucht | Frederick Sturckow 2e ruimtevlucht |                                 |                                 |
| Missiespecialist 1 | Patrick Forrester 1e ruimtevlucht  | Patrick Forrester 1e ruimtevlucht  |                                 |                                 |
| Missiespecialist 2 | Daniel Barry 3e ruimtevlucht       | Daniel Barry 3e ruimtevlucht       | Daniel Barry 3e ruimtevlucht    |                                 |
| Missiespecialist 3 | Frank Culbertson 3e ruimtevlucht   | Joeri Oesatsjov 4e ruimtevlucht    | Joeri Oesatsjov 4e ruimtevlucht | Joeri Oesatsjov 4e ruimtevlucht |
| Missiespecialist 4 | Michail Tjoerin 1e ruimtevlucht    | James Voss 5e ruimtevlucht         | James Voss 5e ruimtevlucht      | James Voss 5e ruimtevlucht      |
| Missiespecialist 5 | Vladimir Dezjoerov 2e ruimtevlucht | Susan Helms 5e ruimtevlucht        | Susan Helms 5e ruimtevlucht     | Susan Helms 5e ruimtevlucht     |

## Media

### Video
- Video lancering (3:07)
- Video landing (2:57)

### Galerij

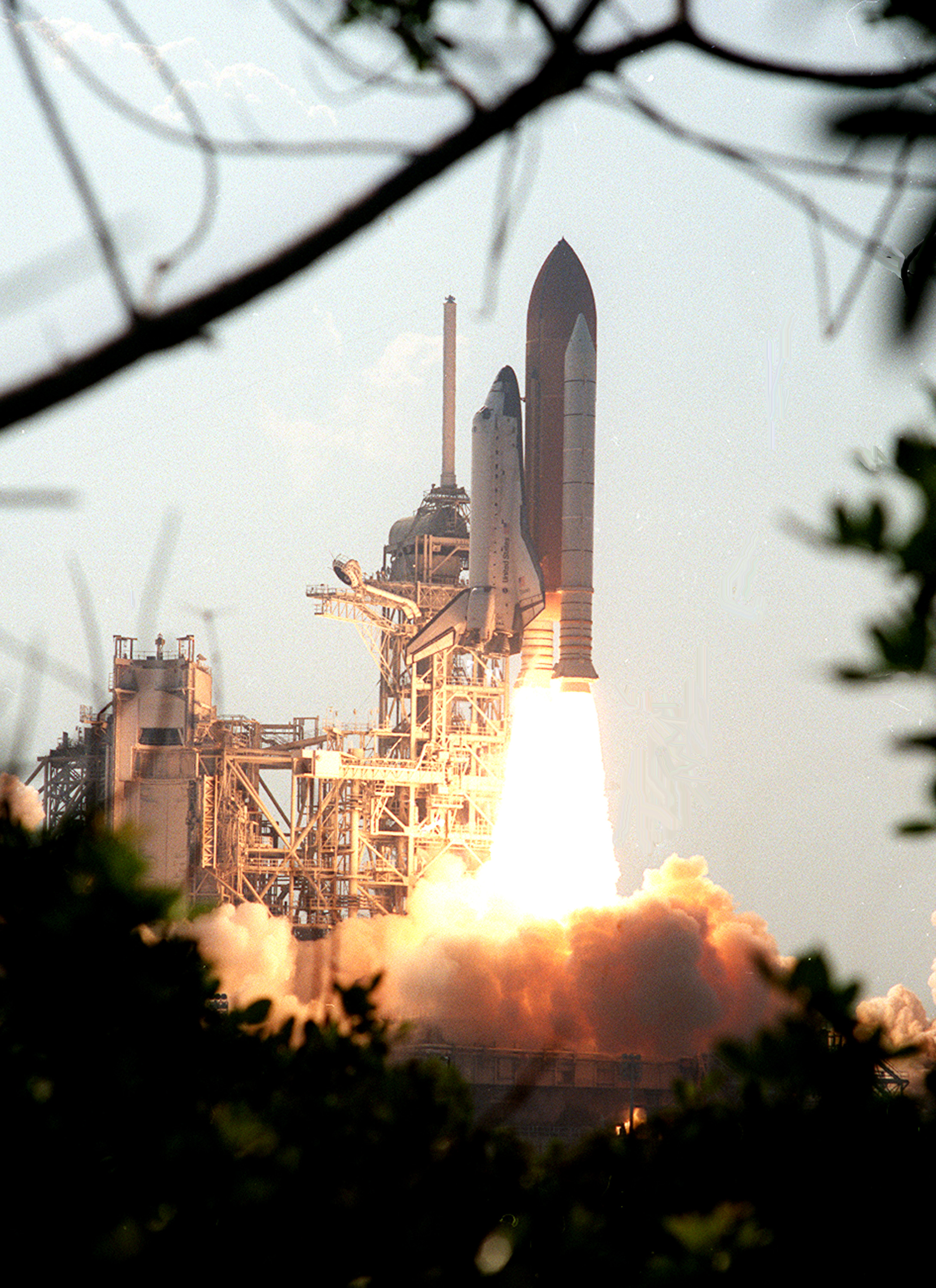
Lancering
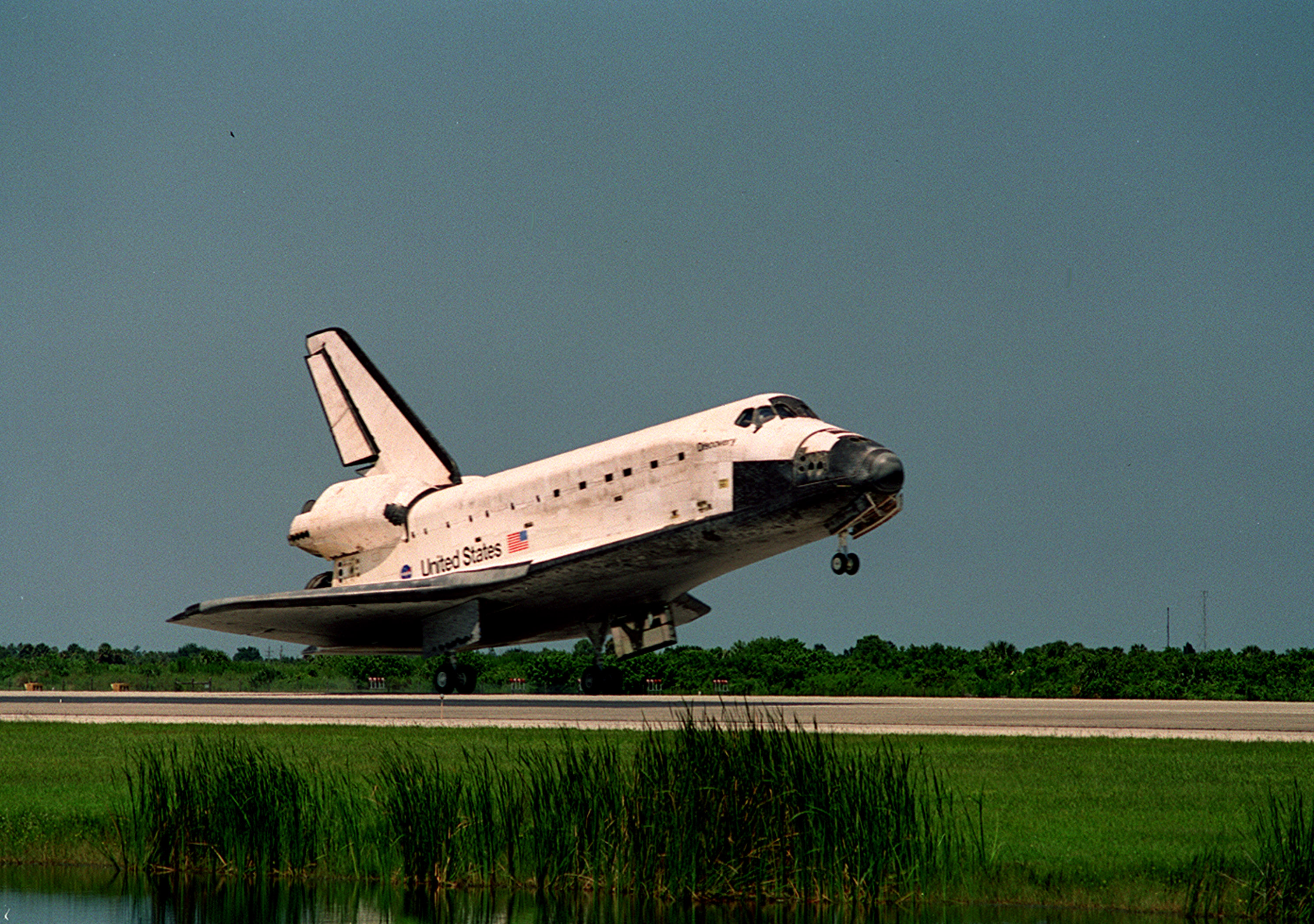
Landing